# Рахны-Полевые
Рахны́-Полевы́е (укр. Рахни́-Польові́) — село на Украине, находится в Тывровском районе Винницкой области.
Код КОАТУУ — 0524585301. Население по переписи 2001 года составляет 345 человек. Почтовый индекс — 23352. Телефонный код — 4355.
Занимает площадь 2,33 км².

## Адрес местного совета
23352, Винницкая область, Тывровский р-н, с. Рахны-Полевые, ул. Советская, 1